# Oasis/Auszeichnungen für Musikverkäufe

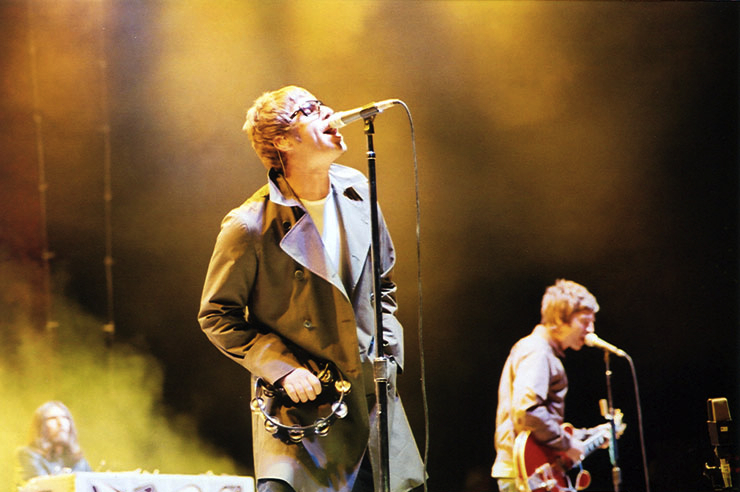
Oasis (2005)

Dies ist eine Übersicht über die Auszeichnungen für Musikverkäufe der britischen Britpop-Musikgruppe Oasis. Die Auszeichnungen finden sich nach ihrer Art (Gold, Platin usw.), nach Staaten getrennt in chronologischer Reihenfolge, geordnet sowie nach den Tonträgern selbst, ebenfalls in chronologischer Reihenfolge, getrennt nach Medium (Alben, Singles usw.), wieder.

## Auszeichnungen
| - Vereinigtes Königreich - 2002: für die Single The Hindu Times - 2015: für das Album (What’s the Story) Morning Glory?: Singles - 2021: für die Single Let There Be Love - 2023: für die Single Hello - 2023: für die Single Columbia - 2023: für das Lied Married With Children - 2023: für die Single Sunday Morning Call - 2023: für das Lied Don’t Go Away - 2024: für die Single The Shock Of The Lightning - 2025: für das Lied Hey Now - 2025: für die Single I’m Outta Time - Argentinien - 1996: für das Album (What’s the Story) Morning Glory? - 1997: für das Album Be Here Now - 2002: für das Album Heathen Chemistry - 2006: für das Album Don’t Believe the Truth - Australien - 1996: für die Single Morning Glory - 2002: für das Album Heathen Chemistry - 2005: für das Videoalbum Definitely Maybe - 2006: für das Album Stop the Clocks - 2008: für das Videoalbum Live by the Sea - Belgien - 1996: für das Album (What’s the Story) Morning Glory? - 1997: für das Album Be Here Now - Brasilien - 2009: für das Videoalbum Lord Don’t Slow Me Down - Dänemark - 2024: für die Single Wonderwall - Deutschland - 1996: für das Album (What’s the Story) Morning Glory? - 1997: für das Album Be Here Now - Finnland - 1996: für das Album (What’s the Story) Morning Glory? - 1997: für das Album Be Here Now - Frankreich - 2024: für das Album Knebworth 1996 - Hongkong - 1996: für das Album (What’s the Story) Morning Glory? - Italien - 1996: für das Album (What’s the Story) Morning Glory? - 2018: für die Single Stand by Me - 2019: für die Single Champagne Supernova - 2020: für das Album Definitely Maybe - 2021: für das Album Be Here Now - 2023: für die Single Stop Crying Your Heart Out - 2024: für die Single Live Forever - Japan - 1997: für die Single Whatever - 2000: für das Album Familiar to Millions - 2005: für das Album Don’t Believe the Truth - 2006: für das Album Stop the Clocks - 2008: für das Album Dig Out Your Soul - 2010: für das Album Time Flies … 1994–2009 - 2011: für die Single Whatever (Mobile Downloads) - Kanada - 1998: für das Album The Masterplan - 2002: für das Album Heathen Chemistry - 2005: für das Album Don’t Believe the Truth - 2007: für das Album Stop the Clocks - Mexiko - 1997: für das Album Be Here Now - 1999: für das Album The Masterplan - 2014: für die Single Wonderwall - Neuseeland - 1997: für die Single D’You Know What I Mean? - 2000: für das Album Standing on the Shoulder of Giants - 2005: für das Album Don’t Believe the Truth - 2007: für das Album Stop the Clocks - 2018: für das Album Time Flies … 1994–2009 - Niederlande - 1996: für das Album (What’s the Story) Morning Glory? - 1997: für das Album Be Here Now - Norwegen - 1996: für die Single Wonderwall - 1997: für das Album Be Here Now - 1997: für die Single D’You Know What I Mean? - Österreich - 1996: für das Album (What’s the Story) Morning Glory? - Polen - 1997: für das Album Be Here Now - Schweden - 1996: für das Album Definitely Maybe - 1997: für die Single D’You Know What I Mean? - 2000: für das Album Standing on the Shoulder of Giants - 2003: für das Album Heathen Chemistry - Schweiz - 1996: für das Album (What’s the Story) Morning Glory? - 1997: für das Album Definitely Maybe - 1997: für das Album Be Here Now - 2000: für das Album Standing on the Shoulder of Giants - 2002: für das Album Heathen Chemistry - Singapur - 2019: für das Album (What’s the Story) Morning Glory? - Spanien - 2024: für die Single Stop Crying Your Heart Out - Thailand - 1996: für das Album (What’s the Story) Morning Glory? - Vereinigte Staaten - 2002: für das Videoalbum … There and Then - 2005: für die Single Wonderwall - 2005: für die Single Champagne Supernova - Vereinigtes Königreich - 2020: für die Single Go Let It Out - 2020: für die Single All Around the World - 2023: für die Single Lyla - 2024: für die Single Shakermaker - 2024: für das Lied Talk Tonight - 2024: für das Album Knebworth 1996 - 2025: für das Lied Cast No Shadow - Frankreich - 1997: für das Album Be Here Now - 1998: für das Album Definitely Maybe | - Argentinien - 1998: für das Videoalbum … There and Then - Australien - 1996: für das Album Definitely Maybe - 1997: für das Album Be Here Now - Dänemark - 2025: für die Single Don’t Look Back in Anger - Europa - 2000: für das Album Standing on the Shoulder of Giants - 2002: für das Album Heathen Chemistry - Frankreich - 1996: für das Album (What’s the Story) Morning Glory? - Hongkong - 1998: für das Album Be Here Now - Italien - 2022: für das Album Time Flies … 1994–2009 - Japan - 1997: für das Album (What’s the Story) Morning Glory? - 1999: für das Album The Masterplan - 2000: für das Album Standing on the Shoulder of Giants - 2002: für das Album Heathen Chemistry - 2005: für das Album Definitely Maybe - 2017: für die Single Don’t Look Back in Anger (Digital) - Kanada - 1997: für das Album Definitely Maybe - Mexiko - 2000: für das Album Standing on the Shoulder of Giants - Neuseeland - 1996: für das Album Definitely Maybe - 1997: für das Album Be Here Now - 2021: für die Single Champagne Supernova - Norwegen - 1997: für das Album (What’s the Story) Morning Glory? - Schweden - 1996: für das Album (What’s the Story) Morning Glory? - 1997: für das Album Be Here Now - Spanien - 1997: für das Album Be Here Now - 2024: für die Single Don’t Look Back in Anger - Vereinigte Staaten - 1997: für das Album Be Here Now - 2001: für das Album Definitely Maybe - Vereinigtes Königreich - 1997: für die Single D’You Know What I Mean? - 2006: für das Album Familiar to Millions - 2008: für das Videoalbum Lord Don’t Slow Me Down - 2017: für die Single Whatever - 2020: für die Single Cigarettes & Alcohol - 2021: für die Single Little by Little / She Is Love - 2024: für die Single Morning Glory - 2024: für das Lied Slide Away - 2024: für die Single The Importance of Being Idle - 2024: für die Single Rock ’n’ Roll Star - 2025: für die Single Acquiesce - 2025: für die Single The Masterplan - 2025: für die Single Songbird - Deutschland - 2023: für die Single Wonderwall - Europa - 1996: für das Album Definitely Maybe - Irland - 2005: für das Album Don’t Believe the Truth - Italien - 2021: für das Album (What’s the Story) Morning Glory? - 2024: für die Single Don’t Look Back in Anger - Japan - 1997: für das Album Be Here Now - Kanada - 1997: für das Album Be Here Now - Mexiko - 2000: für das Album Familiar to Millions - Spanien - 1996: für das Album (What’s the Story) Morning Glory? - 2000: für das Album Standing on the Shoulder of Giants - Vereinigtes Königreich - 2000: für das Album Standing on the Shoulder of Giants - 2008: für das Album Dig Out Your Soul - 2013: für das Videoalbum Familiar to Millions - 2024: für die Single Stop Crying Your Heart Out - 2024: für die Single Supersonic - 2024: für das Lied Half the World Away - 2024: für das Lied She’s Electric - 2025: für die Single Roll with It - 2025: für die Single Some Might Say - 2025: für die Single Stand by Me | - Europa - 1997: für das Album Be Here Now - Neuseeland - 2025: für die Single Don’t Look Back in Anger - Vereinigtes Königreich - 2005: für das Videoalbum Definitely Maybe - 2006: für das Album Don’t Believe the Truth - 2013: für das Videoalbum Live by the Sea - 2020: für das Album The Masterplan - 2024: für die Single Live Forever - 2024: für die Single Champagne Supernova - Irland - 2006: für das Album Stop the Clocks - Italien - 2021: für die Single Wonderwall - Spanien - 2024: für die Single Wonderwall - Vereinigte Staaten - 1996: für das Album (What’s the Story) Morning Glory? - Vereinigtes Königreich - 2017: für das Videoalbum Supersonic - 2024: für das Album Heathen Chemistry - Portugal - 2024: für die Single Wonderwall - Vereinigtes Königreich - 2013: für das Album Stop the Clocks - Europa - 1997: für das Album (What’s the Story) Morning Glory? - Irland - 1996: für das Album (What’s the Story) Morning Glory? - Vereinigtes Königreich - 1998: für das Album Be Here Now - 2024: für die Single Don’t Look Back in Anger - Dänemark - 2025: für das Album (What’s the Story) Morning Glory? - Neuseeland - 1997: für das Album (What’s the Story) Morning Glory? - 2025: für die Single Wonderwall - Vereinigtes Königreich - 2025: für das Album Time Flies … 1994–2009 - Australien - 2016: für das Album (What’s the Story) Morning Glory? - Kanada - 1997: für das Album (What’s the Story) Morning Glory? - Vereinigtes Königreich - 2013: für das Videoalbum … There and Then - 2024: für die Single Wonderwall - Vereinigtes Königreich - 2024: für das Album Definitely Maybe - Australien - 2024: für die Single Wonderwall - Vereinigtes Königreich - 2025: für das Album (What’s the Story) Morning Glory? |

## Auszeichnungen nach Alben

### Definitely Maybe
| Land/Region                  | Auszeichnungen für Musikverkäufe (Land/Region, Auszeichnung, Verkäufe) | Verkäufe    |
| ---------------------------- | ---------------------------------------------------------------------- | ----------- |
| Australien (ARIA)            | Platin                                                                 | 70.000      |
| Europa (IFPI)                | 2× Platin                                                              | (2.000.000) |
| Frankreich (SNEP)            | 2× Gold                                                                | 200.000     |
| Italien (FIMI)               | Gold                                                                   | 25.000      |
| Japan (RIAJ)                 | Platin                                                                 | 250.000     |
| Kanada (MC)                  | Platin                                                                 | 100.000     |
| Neuseeland (RMNZ)            | Platin                                                                 | 15.000      |
| Schweden (IFPI)              | Gold                                                                   | 50.000      |
| Schweiz (IFPI)               | Gold                                                                   | 25.000      |
| Vereinigte Staaten (RIAA)    | Platin                                                                 | 1.000.000   |
| Vereinigtes Königreich (BPI) | 9× Platin                                                              | 2.700.000   |
| Insgesamt                    | 5× Gold · 16× Platin ·                                                 | 4.435.000   |

### (What’s the Story) Morning Glory?
| Land/Region                  | Auszeichnungen für Musikverkäufe (Land/Region, Auszeichnung, Verkäufe) | Verkäufe    |
| ---------------------------- | ---------------------------------------------------------------------- | ----------- |
| Argentinien (CAPIF)          | Gold                                                                   | 30.000      |
| Australien (ARIA)            | 8× Platin                                                              | 560.000     |
| Belgien (BRMA)               | Gold                                                                   | 25.000      |
| Dänemark (IFPI)              | 7× Platin                                                              | 140.000     |
| Deutschland (BVMI)           | Gold                                                                   | 250.000     |
| Europa (IFPI)                | 6× Platin                                                              | (6.000.000) |
| Finnland (IFPI)              | Gold                                                                   | 27.540      |
| Frankreich (SNEP)            | Platin                                                                 | 300.000     |
| Hongkong (IFPI/HKRIA)        | Gold                                                                   | 10.000      |
| Irland (IRMA)                | 6× Platin                                                              | 90.000      |
| Italien (FIMI)               | Gold (1996) · + 2× Platin (2021)                                       | 150.000     |
| Japan (RIAJ)                 | Platin                                                                 | 200.000     |
| Kanada (MC)                  | 8× Platin                                                              | 800.000     |
| Neuseeland (RMNZ)            | 7× Platin                                                              | 105.000     |
| Niederlande (NVPI)           | Gold                                                                   | 50.000      |
| Norwegen (IFPI)              | Platin                                                                 | 50.000      |
| Österreich (IFPI)            | Gold                                                                   | 25.000      |
| Schweden (IFPI)              | Platin                                                                 | 100.000     |
| Schweiz (IFPI)               | Gold                                                                   | 25.000      |
| Singapur (RIAS)              | Gold                                                                   | 5.000       |
| Spanien (Promusicae)         | 2× Platin                                                              | 200.000     |
| Thailand (TECA)              | Gold                                                                   | 25.000      |
| Vereinigte Staaten (RIAA)    | 4× Platin                                                              | 4.000.000   |
| Vereinigtes Königreich (BPI) | 18× Platin                                                             | 5.400.000   |
| Insgesamt                    | 11× Gold · 72× Platin ·                                                | 12.582.540  |

### (What’s the Story) Morning Glory?: Singles
| Land/Region                  | Auszeichnungen für Musikverkäufe (Land/Region, Auszeichnung, Verkäufe) | Verkäufe |
| ---------------------------- | ---------------------------------------------------------------------- | -------- |
| Vereinigtes Königreich (BPI) | Silber                                                                 | 60.000   |
| Insgesamt                    | 1× Silber ·                                                            | 60.000   |

### Be Here Now
| Land/Region                  | Auszeichnungen für Musikverkäufe (Land/Region, Auszeichnung, Verkäufe) | Verkäufe    |
| ---------------------------- | ---------------------------------------------------------------------- | ----------- |
| Argentinien (CAPIF)          | Gold                                                                   | 30.000      |
| Australien (ARIA)            | Platin                                                                 | 70.000      |
| Belgien (BRMA)               | Gold                                                                   | (25.000)    |
| Deutschland (BVMI)           | Gold                                                                   | (250.000)   |
| Europa (IFPI)                | 3× Platin                                                              | 3.000.000   |
| Finnland (IFPI)              | Gold                                                                   | (26.099)    |
| Frankreich (SNEP)            | 2× Gold                                                                | (200.000)   |
| Hongkong (IFPI/HKRIA)        | Platin                                                                 | 20.000      |
| Italien (FIMI)               | Gold                                                                   | 25.000      |
| Japan (RIAJ)                 | 2× Platin                                                              | 400.000     |
| Kanada (MC)                  | 2× Platin                                                              | 200.000     |
| Mexiko (AMPROFON)            | Gold                                                                   | 100.000     |
| Neuseeland (RMNZ)            | Platin                                                                 | 15.000      |
| Niederlande (NVPI)           | Gold                                                                   | (50.000)    |
| Norwegen (IFPI)              | Gold                                                                   | (25.000)    |
| Polen (ZPAV)                 | Gold                                                                   | (50.000)    |
| Schweden (IFPI)              | Platin                                                                 | (80.000)    |
| Schweiz (IFPI)               | Gold                                                                   | (25.000)    |
| Spanien (Promusicae)         | Platin                                                                 | (100.000)   |
| Vereinigte Staaten (RIAA)    | Platin                                                                 | 1.000.000   |
| Vereinigtes Königreich (BPI) | 6× Platin                                                              | (1.970.000) |
| Insgesamt                    | 12× Gold · 19× Platin ·                                                | 4.860.000   |

### The Masterplan
| Land/Region                  | Auszeichnungen für Musikverkäufe (Land/Region, Auszeichnung, Verkäufe) | Verkäufe  |
| ---------------------------- | ---------------------------------------------------------------------- | --------- |
| Japan (RIAJ)                 | Platin                                                                 | 200.000   |
| Kanada (MC)                  | Gold                                                                   | 50.000    |
| Mexiko (AMPROFON)            | Gold                                                                   | 75.000    |
| Vereinigtes Königreich (BPI) | 3× Platin                                                              | 900.000   |
| Insgesamt                    | 2× Gold · 4× Platin ·                                                  | 1.225.000 |

### Standing on the Shoulder of Giants
| Land/Region                  | Auszeichnungen für Musikverkäufe (Land/Region, Auszeichnung, Verkäufe) | Verkäufe  |
| ---------------------------- | ---------------------------------------------------------------------- | --------- |
| Europa (IFPI)                | Platin                                                                 | 1.000.000 |
| Finnland (IFPI)              | —                                                                      | (10.512)  |
| Japan (RIAJ)                 | Platin                                                                 | 200.000   |
| Mexiko (AMPROFON)            | Platin                                                                 | 150.000   |
| Neuseeland (RMNZ)            | Gold                                                                   | 7.500     |
| Schweden (IFPI)              | Gold                                                                   | (40.000)  |
| Schweiz (IFPI)               | Gold                                                                   | (25.000)  |
| Spanien (Promusicae)         | 2× Platin                                                              | (200.000) |
| Vereinigtes Königreich (BPI) | 2× Platin                                                              | (600.000) |
| Insgesamt                    | 3× Gold · 7× Platin ·                                                  | 1.357.500 |

### Familiar to Millions
| Land/Region                  | Auszeichnungen für Musikverkäufe (Land/Region, Auszeichnung, Verkäufe) | Verkäufe |
| ---------------------------- | ---------------------------------------------------------------------- | -------- |
| Japan (RIAJ)                 | Gold                                                                   | 100.000  |
| Mexiko (AMPROFON)            | 2× Platin                                                              | 300.000  |
| Vereinigtes Königreich (BPI) | Platin                                                                 | 300.000  |
| Insgesamt                    | 1× Gold · 3× Platin ·                                                  | 700.000  |

### Heathen Chemistry
| Land/Region                  | Auszeichnungen für Musikverkäufe (Land/Region, Auszeichnung, Verkäufe) | Verkäufe    |
| ---------------------------- | ---------------------------------------------------------------------- | ----------- |
| Argentinien (CAPIF)          | Gold                                                                   | 20.000      |
| Australien (ARIA)            | Gold                                                                   | 35.000      |
| Europa (IFPI)                | Platin                                                                 | (1.000.000) |
| Japan (RIAJ)                 | Platin                                                                 | 200.000     |
| Kanada (MC)                  | Gold                                                                   | 50.000      |
| Schweden (IFPI)              | Gold                                                                   | 30.000      |
| Schweiz (IFPI)               | Gold                                                                   | 20.000      |
| Vereinigtes Königreich (BPI) | 4× Platin                                                              | 1.200.000   |
| Insgesamt                    | 5× Gold · 6× Platin ·                                                  | 1.555.000   |

### Don’t Believe the Truth
| Land/Region                  | Auszeichnungen für Musikverkäufe (Land/Region, Auszeichnung, Verkäufe) | Verkäufe  |
| ---------------------------- | ---------------------------------------------------------------------- | --------- |
| Argentinien (CAPIF)          | Gold                                                                   | 20.000    |
| Irland (IRMA)                | 2× Platin                                                              | 30.000    |
| Japan (RIAJ)                 | Gold                                                                   | 100.000   |
| Kanada (MC)                  | Gold                                                                   | 50.000    |
| Neuseeland (RMNZ)            | Gold                                                                   | 7.500     |
| Vereinigtes Königreich (BPI) | 3× Platin                                                              | 900.000   |
| Insgesamt                    | 4× Gold · 5× Platin ·                                                  | 1.107.500 |

### Stop the Clocks
| Land/Region                  | Auszeichnungen für Musikverkäufe (Land/Region, Auszeichnung, Verkäufe) | Verkäufe  |
| ---------------------------- | ---------------------------------------------------------------------- | --------- |
| Australien (ARIA)            | Gold                                                                   | 35.000    |
| Irland (IRMA)                | 4× Platin                                                              | 60.000    |
| Japan (RIAJ)                 | Gold                                                                   | 100.000   |
| Kanada (MC)                  | Gold                                                                   | 50.000    |
| Neuseeland (RMNZ)            | Gold                                                                   | 7.500     |
| Vereinigtes Königreich (BPI) | 5× Platin                                                              | 1.500.000 |
| Insgesamt                    | 4× Gold · 9× Platin ·                                                  | 1.752.500 |

### Dig Out Your Soul
| Land/Region                  | Auszeichnungen für Musikverkäufe (Land/Region, Auszeichnung, Verkäufe) | Verkäufe |
| ---------------------------- | ---------------------------------------------------------------------- | -------- |
| Japan (RIAJ)                 | Gold                                                                   | 100.000  |
| Vereinigtes Königreich (BPI) | 2× Platin                                                              | 600.000  |
| Insgesamt                    | 1× Gold · 2× Platin ·                                                  | 700.000  |

### Time Flies … 1994–2009
| Land/Region                  | Auszeichnungen für Musikverkäufe (Land/Region, Auszeichnung, Verkäufe) | Verkäufe  |
| ---------------------------- | ---------------------------------------------------------------------- | --------- |
| Italien (FIMI)               | Platin                                                                 | 50.000    |
| Japan (RIAJ)                 | Gold                                                                   | 100.000   |
| Neuseeland (RMNZ)            | Gold                                                                   | 7.500     |
| Vereinigtes Königreich (BPI) | 7× Platin                                                              | 2.100.000 |
| Insgesamt                    | 2× Gold · 8× Platin ·                                                  | 2.257.500 |

### Knebworth 1996
| Land/Region                  | Auszeichnungen für Musikverkäufe (Land/Region, Auszeichnung, Verkäufe) | Verkäufe |
| ---------------------------- | ---------------------------------------------------------------------- | -------- |
| Frankreich (SNEP)            | Gold                                                                   | 50.000   |
| Vereinigtes Königreich (BPI) | Gold                                                                   | 100.000  |
| Insgesamt                    | 2× Gold ·                                                              | 150.000  |

## Auszeichnungen nach Singles

### Columbia
| Land/Region                  | Auszeichnungen für Musikverkäufe (Land/Region, Auszeichnung, Verkäufe) | Verkäufe |
| ---------------------------- | ---------------------------------------------------------------------- | -------- |
| Vereinigtes Königreich (BPI) | Silber                                                                 | 200.000  |
| Insgesamt                    | 1× Silber ·                                                            | 200.000  |

### Supersonic
| Land/Region                  | Auszeichnungen für Musikverkäufe (Land/Region, Auszeichnung, Verkäufe) | Verkäufe  |
| ---------------------------- | ---------------------------------------------------------------------- | --------- |
| Vereinigtes Königreich (BPI) | 2× Platin                                                              | 1.200.000 |
| Insgesamt                    | 2× Platin ·                                                            | 1.200.000 |

### Shakermaker
| Land/Region                  | Auszeichnungen für Musikverkäufe (Land/Region, Auszeichnung, Verkäufe) | Verkäufe |
| ---------------------------- | ---------------------------------------------------------------------- | -------- |
| Vereinigtes Königreich (BPI) | Gold                                                                   | 400.000  |
| Insgesamt                    | 1× Gold ·                                                              | 400.000  |

### Live Forever
| Land/Region                  | Auszeichnungen für Musikverkäufe (Land/Region, Auszeichnung, Verkäufe) | Verkäufe  |
| ---------------------------- | ---------------------------------------------------------------------- | --------- |
| Italien (FIMI)               | Gold                                                                   | 50.000    |
| Vereinigtes Königreich (BPI) | 3× Platin                                                              | 1.800.000 |
| Insgesamt                    | 1× Gold · 3× Platin ·                                                  | 1.850.000 |

### Cigarettes & Alcohol
| Land/Region                  | Auszeichnungen für Musikverkäufe (Land/Region, Auszeichnung, Verkäufe) | Verkäufe |
| ---------------------------- | ---------------------------------------------------------------------- | -------- |
| Vereinigtes Königreich (BPI) | Platin                                                                 | 600.000  |
| Insgesamt                    | 1× Platin ·                                                            | 600.000  |

### Rock ’n’ Roll Star
| Land/Region                  | Auszeichnungen für Musikverkäufe (Land/Region, Auszeichnung, Verkäufe) | Verkäufe |
| ---------------------------- | ---------------------------------------------------------------------- | -------- |
| Vereinigtes Königreich (BPI) | Platin                                                                 | 600.000  |
| Insgesamt                    | 1× Platin ·                                                            | 600.000  |

### Whatever
| Land/Region                  | Auszeichnungen für Musikverkäufe (Land/Region, Auszeichnung, Verkäufe) | Verkäufe |
| ---------------------------- | ---------------------------------------------------------------------- | -------- |
| Japan (RIAJ)                 | Gold · + Gold (Mobile Downloads)                                       | 200.000  |
| Vereinigtes Königreich (BPI) | Platin                                                                 | 600.000  |
| Insgesamt                    | 2× Gold · 1× Platin ·                                                  | 800.000  |

### Some Might Say
| Land/Region                  | Auszeichnungen für Musikverkäufe (Land/Region, Auszeichnung, Verkäufe) | Verkäufe  |
| ---------------------------- | ---------------------------------------------------------------------- | --------- |
| Vereinigtes Königreich (BPI) | 2× Platin                                                              | 1.200.000 |
| Insgesamt                    | 2× Platin ·                                                            | 1.200.000 |

### Roll with It
| Land/Region                  | Auszeichnungen für Musikverkäufe (Land/Region, Auszeichnung, Verkäufe) | Verkäufe  |
| ---------------------------- | ---------------------------------------------------------------------- | --------- |
| Vereinigtes Königreich (BPI) | 2× Platin                                                              | 1.200.000 |
| Insgesamt                    | 2× Platin ·                                                            | 1.200.000 |

### Wonderwall
| Land/Region                  | Auszeichnungen für Musikverkäufe (Land/Region, Auszeichnung, Verkäufe) | Verkäufe  |
| ---------------------------- | ---------------------------------------------------------------------- | --------- |
| Australien (ARIA)            | 12× Platin                                                             | 840.000   |
| Dänemark (IFPI)              | Gold                                                                   | 45.000    |
| Deutschland (BVMI)           | 3× Gold                                                                | 750.000   |
| Italien (FIMI)               | 4× Platin                                                              | 280.000   |
| Mexiko (AMPROFON)            | Gold                                                                   | 30.000    |
| Neuseeland (RMNZ)            | 7× Platin                                                              | 210.000   |
| Norwegen (IFPI)              | Gold                                                                   | 10.000    |
| Portugal (AFP)               | 5× Platin                                                              | 50.000    |
| Spanien (Promusicae)         | 4× Platin                                                              | 240.000   |
| Vereinigte Staaten (RIAA)    | Gold                                                                   | 500.000   |
| Vereinigtes Königreich (BPI) | 8× Platin                                                              | 4.800.000 |
| Insgesamt                    | 5× Gold · 41× Platin ·                                                 | 7.755.000 |

### The Masterplan
| Land/Region                  | Auszeichnungen für Musikverkäufe (Land/Region, Auszeichnung, Verkäufe) | Verkäufe |
| ---------------------------- | ---------------------------------------------------------------------- | -------- |
| Vereinigtes Königreich (BPI) | Platin                                                                 | 600.000  |
| Insgesamt                    | 1× Platin ·                                                            | 600.000  |

### Don’t Look Back in Anger
| Land/Region                  | Auszeichnungen für Musikverkäufe (Land/Region, Auszeichnung, Verkäufe) | Verkäufe  |
| ---------------------------- | ---------------------------------------------------------------------- | --------- |
| Dänemark (IFPI)              | Platin                                                                 | 90.000    |
| Italien (FIMI)               | 2× Platin                                                              | 200.000   |
| Japan (RIAJ)                 | Platin                                                                 | 250.000   |
| Neuseeland (RMNZ)            | 3× Platin                                                              | 90.000    |
| Spanien (Promusicae)         | Platin                                                                 | 60.000    |
| Vereinigtes Königreich (BPI) | 6× Platin                                                              | 3.600.000 |
| Insgesamt                    | 14× Platin ·                                                           | 4.290.000 |

### Morning Glory
| Land/Region                  | Auszeichnungen für Musikverkäufe (Land/Region, Auszeichnung, Verkäufe) | Verkäufe |
| ---------------------------- | ---------------------------------------------------------------------- | -------- |
| Australien (ARIA)            | Gold                                                                   | 35.000   |
| Vereinigtes Königreich (BPI) | Platin                                                                 | 600.000  |
| Insgesamt                    | 1× Gold · 1× Platin ·                                                  | 635.000  |

### Champagne Supernova
| Land/Region                  | Auszeichnungen für Musikverkäufe (Land/Region, Auszeichnung, Verkäufe) | Verkäufe  |
| ---------------------------- | ---------------------------------------------------------------------- | --------- |
| Italien (FIMI)               | Gold                                                                   | 25.000    |
| Neuseeland (RMNZ)            | Platin                                                                 | 30.000    |
| Vereinigte Staaten (RIAA)    | Gold                                                                   | 500.000   |
| Vereinigtes Königreich (BPI) | 3× Platin                                                              | 1.800.000 |
| Insgesamt                    | 2× Gold · 4× Platin ·                                                  | 2.355.000 |

### Hello
| Land/Region                  | Auszeichnungen für Musikverkäufe (Land/Region, Auszeichnung, Verkäufe) | Verkäufe |
| ---------------------------- | ---------------------------------------------------------------------- | -------- |
| Vereinigtes Königreich (BPI) | Silber                                                                 | 200.000  |
| Insgesamt                    | 1× Silber ·                                                            | 200.000  |

### Acquiesce
| Land/Region                  | Auszeichnungen für Musikverkäufe (Land/Region, Auszeichnung, Verkäufe) | Verkäufe |
| ---------------------------- | ---------------------------------------------------------------------- | -------- |
| Vereinigtes Königreich (BPI) | Platin                                                                 | 600.000  |
| Insgesamt                    | 1× Platin ·                                                            | 600.000  |

### D’You Know What I Mean?
| Land/Region                  | Auszeichnungen für Musikverkäufe (Land/Region, Auszeichnung, Verkäufe) | Verkäufe |
| ---------------------------- | ---------------------------------------------------------------------- | -------- |
| Neuseeland (RMNZ)            | Gold                                                                   | 5.000    |
| Norwegen (IFPI)              | Gold                                                                   | 10.000   |
| Schweden (IFPI)              | Gold                                                                   | 15.000   |
| Vereinigtes Königreich (BPI) | Platin                                                                 | 745.000  |
| Insgesamt                    | 3× Gold · 1× Platin ·                                                  | 775.000  |

### Stand by Me
| Land/Region                  | Auszeichnungen für Musikverkäufe (Land/Region, Auszeichnung, Verkäufe) | Verkäufe  |
| ---------------------------- | ---------------------------------------------------------------------- | --------- |
| Italien (FIMI)               | Gold                                                                   | 25.000    |
| Vereinigtes Königreich (BPI) | 2× Platin                                                              | 1.200.000 |
| Insgesamt                    | 1× Gold · 2× Platin ·                                                  | 1.225.000 |

### All Around the World
| Land/Region                  | Auszeichnungen für Musikverkäufe (Land/Region, Auszeichnung, Verkäufe) | Verkäufe |
| ---------------------------- | ---------------------------------------------------------------------- | -------- |
| Vereinigtes Königreich (BPI) | Gold                                                                   | 400.000  |
| Insgesamt                    | 1× Gold ·                                                              | 400.000  |

### Don’t Go Away
| Land/Region                  | Auszeichnungen für Musikverkäufe (Land/Region, Auszeichnung, Verkäufe) | Verkäufe |
| ---------------------------- | ---------------------------------------------------------------------- | -------- |
| Vereinigtes Königreich (BPI) | Silber                                                                 | 200.000  |
| Insgesamt                    | 1× Silber ·                                                            | 200.000  |

### Go Let It Out
| Land/Region                  | Auszeichnungen für Musikverkäufe (Land/Region, Auszeichnung, Verkäufe) | Verkäufe |
| ---------------------------- | ---------------------------------------------------------------------- | -------- |
| Vereinigtes Königreich (BPI) | Gold                                                                   | 400.000  |
| Insgesamt                    | 1× Gold ·                                                              | 400.000  |

### Sunday Morning Call
| Land/Region                  | Auszeichnungen für Musikverkäufe (Land/Region, Auszeichnung, Verkäufe) | Verkäufe |
| ---------------------------- | ---------------------------------------------------------------------- | -------- |
| Vereinigtes Königreich (BPI) | Silber                                                                 | 200.000  |
| Insgesamt                    | 1× Silber ·                                                            | 200.000  |

### The Hindu Times
| Land/Region                  | Auszeichnungen für Musikverkäufe (Land/Region, Auszeichnung, Verkäufe) | Verkäufe |
| ---------------------------- | ---------------------------------------------------------------------- | -------- |
| Vereinigtes Königreich (BPI) | Silber                                                                 | 200.000  |
| Insgesamt                    | 1× Silber ·                                                            | 200.000  |

### Stop Crying Your Heart Out
| Land/Region                  | Auszeichnungen für Musikverkäufe (Land/Region, Auszeichnung, Verkäufe) | Verkäufe  |
| ---------------------------- | ---------------------------------------------------------------------- | --------- |
| Italien (FIMI)               | Gold                                                                   | 50.000    |
| Spanien (Promusicae)         | Gold                                                                   | 30.000    |
| Vereinigtes Königreich (BPI) | 2× Platin                                                              | 1.200.000 |
| Insgesamt                    | 2× Gold · 2× Platin ·                                                  | 1.280.000 |

### Little by Little / She Is Love
| Land/Region                  | Auszeichnungen für Musikverkäufe (Land/Region, Auszeichnung, Verkäufe) | Verkäufe |
| ---------------------------- | ---------------------------------------------------------------------- | -------- |
| Vereinigtes Königreich (BPI) | Platin                                                                 | 600.000  |
| Insgesamt                    | 1× Platin ·                                                            | 600.000  |

### Songbird
| Land/Region                  | Auszeichnungen für Musikverkäufe (Land/Region, Auszeichnung, Verkäufe) | Verkäufe |
| ---------------------------- | ---------------------------------------------------------------------- | -------- |
| Vereinigtes Königreich (BPI) | Platin                                                                 | 600.000  |
| Insgesamt                    | 1× Platin ·                                                            | 600.000  |

### Lyla
| Land/Region                  | Auszeichnungen für Musikverkäufe (Land/Region, Auszeichnung, Verkäufe) | Verkäufe |
| ---------------------------- | ---------------------------------------------------------------------- | -------- |
| Vereinigtes Königreich (BPI) | Gold                                                                   | 400.000  |
| Insgesamt                    | 1× Gold ·                                                              | 400.000  |

### The Importance of Being Idle
| Land/Region                  | Auszeichnungen für Musikverkäufe (Land/Region, Auszeichnung, Verkäufe) | Verkäufe |
| ---------------------------- | ---------------------------------------------------------------------- | -------- |
| Vereinigtes Königreich (BPI) | Platin                                                                 | 600.000  |
| Insgesamt                    | 1× Platin ·                                                            | 600.000  |

### Let There Be Love
| Land/Region                  | Auszeichnungen für Musikverkäufe (Land/Region, Auszeichnung, Verkäufe) | Verkäufe |
| ---------------------------- | ---------------------------------------------------------------------- | -------- |
| Vereinigtes Königreich (BPI) | Silber                                                                 | 200.000  |
| Insgesamt                    | 1× Silber ·                                                            | 200.000  |

### The Shock of the Lightning
| Land/Region                  | Auszeichnungen für Musikverkäufe (Land/Region, Auszeichnung, Verkäufe) | Verkäufe |
| ---------------------------- | ---------------------------------------------------------------------- | -------- |
| Vereinigtes Königreich (BPI) | Silber                                                                 | 200.000  |
| Insgesamt                    | 1× Silber ·                                                            | 200.000  |

### I’m Outta Time
| Land/Region                  | Auszeichnungen für Musikverkäufe (Land/Region, Auszeichnung, Verkäufe) | Verkäufe |
| ---------------------------- | ---------------------------------------------------------------------- | -------- |
| Vereinigtes Königreich (BPI) | Silber                                                                 | 200.000  |
| Insgesamt                    | 1× Silber ·                                                            | 200.000  |

## Auszeichnungen nach Liedern

### Half the World Away
| Land/Region                  | Auszeichnungen für Musikverkäufe (Land/Region, Auszeichnung, Verkäufe) | Verkäufe  |
| ---------------------------- | ---------------------------------------------------------------------- | --------- |
| Vereinigtes Königreich (BPI) | 2× Platin                                                              | 1.200.000 |
| Insgesamt                    | 2× Platin ·                                                            | 1.200.000 |

### Married With Children
| Land/Region                  | Auszeichnungen für Musikverkäufe (Land/Region, Auszeichnung, Verkäufe) | Verkäufe |
| ---------------------------- | ---------------------------------------------------------------------- | -------- |
| Vereinigtes Königreich (BPI) | Silber                                                                 | 200.000  |
| Insgesamt                    | 1× Silber ·                                                            | 200.000  |

### Slide Away
| Land/Region                  | Auszeichnungen für Musikverkäufe (Land/Region, Auszeichnung, Verkäufe) | Verkäufe |
| ---------------------------- | ---------------------------------------------------------------------- | -------- |
| Vereinigtes Königreich (BPI) | Platin                                                                 | 600.000  |
| Insgesamt                    | 1× Platin ·                                                            | 600.000  |

### Cast No Shadow
| Land/Region                  | Auszeichnungen für Musikverkäufe (Land/Region, Auszeichnung, Verkäufe) | Verkäufe |
| ---------------------------- | ---------------------------------------------------------------------- | -------- |
| Vereinigtes Königreich (BPI) | Gold                                                                   | 400.000  |
| Insgesamt                    | 1× Gold ·                                                              | 400.000  |

### Hey Now
| Land/Region                  | Auszeichnungen für Musikverkäufe (Land/Region, Auszeichnung, Verkäufe) | Verkäufe |
| ---------------------------- | ---------------------------------------------------------------------- | -------- |
| Vereinigtes Königreich (BPI) | Silber                                                                 | 200.000  |
| Insgesamt                    | 1× Silber ·                                                            | 200.000  |

### She’s Electric
| Land/Region                  | Auszeichnungen für Musikverkäufe (Land/Region, Auszeichnung, Verkäufe) | Verkäufe  |
| ---------------------------- | ---------------------------------------------------------------------- | --------- |
| Vereinigtes Königreich (BPI) | 2× Platin                                                              | 1.200.000 |
| Insgesamt                    | 2× Platin ·                                                            | 1.200.000 |

### Talk Tonight
| Land/Region                  | Auszeichnungen für Musikverkäufe (Land/Region, Auszeichnung, Verkäufe) | Verkäufe |
| ---------------------------- | ---------------------------------------------------------------------- | -------- |
| Vereinigtes Königreich (BPI) | Gold                                                                   | 400.000  |
| Insgesamt                    | 1× Gold ·                                                              | 400.000  |

## Auszeichnungen nach Videoalben

### Live by the Sea
| Land/Region                  | Auszeichnungen für Musikverkäufe (Land/Region, Auszeichnung, Verkäufe) | Verkäufe |
| ---------------------------- | ---------------------------------------------------------------------- | -------- |
| Australien (ARIA)            | Gold                                                                   | 7.500    |
| Vereinigtes Königreich (BPI) | 3× Platin                                                              | 150.000  |
| Insgesamt                    | 1× Gold · 3× Platin ·                                                  | 157.500  |

### … There and Then
| Land/Region                  | Auszeichnungen für Musikverkäufe (Land/Region, Auszeichnung, Verkäufe) | Verkäufe |
| ---------------------------- | ---------------------------------------------------------------------- | -------- |
| Argentinien (CAPIF)          | Platin                                                                 | 8.000    |
| Vereinigte Staaten (RIAA)    | Gold                                                                   | 50.000   |
| Vereinigtes Königreich (BPI) | 8× Platin                                                              | 400.000  |
| Insgesamt                    | 1× Gold · 9× Platin ·                                                  | 458.000  |

### Familiar to Millions
| Land/Region                  | Auszeichnungen für Musikverkäufe (Land/Region, Auszeichnung, Verkäufe) | Verkäufe |
| ---------------------------- | ---------------------------------------------------------------------- | -------- |
| Vereinigtes Königreich (BPI) | 2× Platin                                                              | 100.000  |
| Insgesamt                    | 2× Platin ·                                                            | 100.000  |

### Definitely Maybe
| Land/Region                  | Auszeichnungen für Musikverkäufe (Land/Region, Auszeichnung, Verkäufe) | Verkäufe |
| ---------------------------- | ---------------------------------------------------------------------- | -------- |
| Australien (ARIA)            | Gold                                                                   | 7.500    |
| Vereinigtes Königreich (BPI) | 3× Platin                                                              | 150.000  |
| Insgesamt                    | 1× Gold · 3× Platin ·                                                  | 157.500  |

### Lord Don’t Slow Me Down
| Land/Region                  | Auszeichnungen für Musikverkäufe (Land/Region, Auszeichnung, Verkäufe) | Verkäufe |
| ---------------------------- | ---------------------------------------------------------------------- | -------- |
| Brasilien (PMB)              | Gold                                                                   | 15.000   |
| Vereinigtes Königreich (BPI) | Platin                                                                 | 50.000   |
| Insgesamt                    | 1× Gold · 1× Platin ·                                                  | 65.000   |

### Oasis: Supersonic
| Land/Region                  | Auszeichnungen für Musikverkäufe (Land/Region, Auszeichnung, Verkäufe) | Verkäufe |
| ---------------------------- | ---------------------------------------------------------------------- | -------- |
| Vereinigtes Königreich (BPI) | 4× Platin                                                              | 200.000  |
| Insgesamt                    | 4× Platin ·                                                            | 200.000  |

## Statistik und Quellen
| Land/RegionAuszeichnungen für Musikverkäufe (Land/Region, Auszeichnungen, Verkäufe, Quellen) | Silber       | Gold       | Platin         | Verkäufe     | Quellen                                                    |
| -------------------------------------------------------------------------------------------- | ------------ | ---------- | -------------- | ------------ | ---------------------------------------------------------- |
| Argentinien (CAPIF)                                                                          | —            | 4× Gold4   | Platin1        | 108.000      | capif.org.ar                                               |
| Australien (ARIA)                                                                            | —            | 5× Gold5   | 22× Platin22   | 1.660.000    | aria.com.au                                                |
| Belgien (BRMA)                                                                               | —            | 2× Gold2   | —              | 50.000       | ultratop.be                                                |
| Brasilien (PMB)                                                                              | —            | Gold1      | —              | 15.000       | pro-musicabr.org.br                                        |
| Dänemark (IFPI)                                                                              | —            | Gold1      | 8× Platin8     | 275.000      | ifpi.dk                                                    |
| Deutschland (BVMI)                                                                           | —            | 3× Gold3   | Platin1        | 1.250.000    | musikindustrie.de                                          |
| Europa (IFPI)                                                                                | —            | —          | 13× Platin13   | (13.000.000) | ifpi.org (Memento vom 1. Januar 2014 im Internet Archive)  |
| Finnland (IFPI)                                                                              | —            | 2× Gold2   | —              | 64.151       | ifpi.fi                                                    |
| Frankreich (SNEP)                                                                            | —            | 5× Gold5   | Platin1        | 750.000      | infodisc.fr                                                |
| Hongkong (IFPI/HKRIA)                                                                        | —            | Gold1      | Platin1        | 30.000       | ifpihk.org                                                 |
| Irland (IRMA)                                                                                | —            | —          | 12× Platin12   | 180.000      | irishcharts.ie                                             |
| Italien (FIMI)                                                                               | —            | 7× Gold7   | 9× Platin9     | 880.000      | fimi.it                                                    |
| Japan (RIAJ)                                                                                 | —            | 7× Gold7   | 8× Platin8     | 2.400.000    | riaj.or.jp JP2                                             |
| Kanada (MC)                                                                                  | —            | 4× Gold4   | 11× Platin11   | 1.300.000    | musiccanada.com                                            |
| Mexiko (AMPROFON)                                                                            | —            | 3× Gold3   | 3× Platin3     | 655.000      | amprofon.com.mx                                            |
| Neuseeland (RMNZ)                                                                            | —            | 5× Gold5   | 20× Platin20   | 515.000      | aotearoamusiccharts.co.nz NZ2 NZ3                          |
| Niederlande (NVPI)                                                                           | —            | 2× Gold2   | —              | 100.000      | nvpi.nl                                                    |
| Norwegen (IFPI)                                                                              | —            | 3× Gold3   | Platin1        | 95.000       | ifpi.no (Memento vom 5. November 2012 im Internet Archive) |
| Österreich (IFPI)                                                                            | —            | Gold1      | —              | 25.000       | ifpi.at                                                    |
| Polen (ZPAV)                                                                                 | —            | Gold1      | —              | 50.000       | olis.pl                                                    |
| Portugal (AFP)                                                                               | —            | —          | 5× Platin5     | 50.000       | Einzelnachweise                                            |
| Schweden (IFPI)                                                                              | —            | 4× Gold4   | 2× Platin2     | 305.000      | sverigetopplistan.se SE2                                   |
| Schweiz (IFPI)                                                                               | —            | 5× Gold5   | —              | 120.000      | hitparade.ch                                               |
| Singapur (RIAS)                                                                              | —            | Gold1      | —              | 5.000        | rias.org.sg                                                |
| Spanien (Promusicae)                                                                         | —            | Gold1      | 10× Platin10   | 830.000      | elportaldemusica.es                                        |
| Thailand (TECA)                                                                              | —            | Gold1      | —              | 25.000       | Einzelnachweise                                            |
| Vereinigte Staaten (RIAA)                                                                    | —            | 3× Gold3   | 6× Platin6     | 7.650.000    | riaa.com                                                   |
| Vereinigtes Königreich (BPI)                                                                 | 11× Silber11 | 7× Gold7   | 126× Platin126 | 50.559.000   | bpi.co.uk                                                  |
| Insgesamt                                                                                    | 11× Silber11 | 79× Gold79 | 260× Platin260 |              |                                                            |